# Agios Andronikos/Yeşilköy
Agios Andronikos (griechisch Άγιος Ανδρόνικος, türkisch Yeşilköy) ist eine Kleinstadt in der Türkischen Republik Nordzypern.
1831 zählten die osmanischen Behörden 62 türkische und 55 griechische Haushaltsvorstände, wie es in dieser Zeit üblich war. 1891, seit 1878 beherrschte Großbritannien die Insel, hatte der Ort insgesamt 557 Einwohner, davon waren 302 „Griechen“ und 255 „Türken“ (= 46 %), denn die Briten setzten die Religion mit den ethnischen Gruppen gleich. Bis 1960 erhöhte sich der Anteil der letzteren um etwa 200 Bewohner (dies entsprach 36 % der Gesamtbevölkerung), während die Zahl der Griechen auf 771 anstieg, so dass der Ort zu dieser Zeit 1.205 Einwohner zählte. 1958 war dabei der Anteil der Türken durch Flüchtlinge aus Melanarga/Adaçay angestiegen, während aus der griechischen Bevölkerung viele nach Großbritannien gingen, dessen Kolonialherrschaft zu Ende ging. Damit war der Höhepunkt überschritten, denn noch 1946 hatte man 420 Türken und 960 Griechen gezählt, so dass die Einwohnerzahl bei 1.380 gelegen hatte.
1964 kam es zu Zerstörungen im türkischen Teil des Ortes, dennoch blieb die starke Minderheit. Zwischen 1974 und 1977 mussten die Zyperngriechen fliehen. Dies geschah in mehreren Phasen, die im August 1974 begannen. Danach blieben 560 Griechen im Ort bis zum Oktober 1975. Bis Juli 1976 verblieben nur noch 28 Griechen, bis Dezember 1980 waren es nur noch 10.
Viele vertriebene Zyperntürken flohen ihrerseits aus Balalan/Platanissos, Kaleburnu/Galinoporni, Kuruova/Koroveia, Melanarga/Adaçay und Mehmetçik/Galatia in das Dorf; auch siedelte die türkische Regierung Familien aus Anatolien, insbesondere aus den Provinzen Muş, Kars, Osmaniye, Ordu und Adana an. 2006 zählte man wieder 777 Einwohner. 2011 hatte der Ort 799 Einwohner.